# Yevlax

Położenie na mapie Azerbejdżanu

Yevlax – miasto w Azerbejdżanie, położone nad rzeką Kurą, 265 km na zachód od Baku. 
W 2014 roku liczyło około 59 400 mieszkańców. Yevlax jest jednym z miast o znaczeniu republikańskim i stolicą rejonu Yevlax.
W mieście Yevlax urodził się teolog, naukowiec i filozof Pawieł Fłorienski.
W mieście rozwinął się przemysł lekki, spożywczy oraz materiałów budowlanych.